# 查理六世 (神圣罗马帝国)
查理六世（Karl VI，1685年10月1日—1740年10月20日），神聖羅馬皇帝、罗马人的国王（称查理六世，Karl VI，1711年-1740年在位），奧地利大公（稱卡爾三世，Karl III），匈牙利國王（称卡罗伊三世，III. Károly，1712年-1740年在位），波希米亚国王（称卡雷尔二世，Karel II.），帕爾馬公爵和米蘭公爵（稱卡洛二世，Carlo II），西西里國王（称卡洛四世，Carlo IV.）。他是哈布斯堡王朝的最后一位男性成员。他的政治手腕木訥平庸，在位前期雖靠著大元帥歐根親王的功勞而使國力攀上顛峰，但後期因缺乏人才與治術，國力持續下跌。他最大的成就，其實是培育了天資英敏的女大公——瑪麗亞·特蕾西亞為繼承人（被尊為奧地利國母），讓她在1740-1748年的危機中拯救國家。

## 西班牙王位继承战争
查理六世为神圣罗马帝国皇帝利奥波德一世的次子，生于维也纳。1700年，西班牙国王卡洛斯二世去世，没有留下男性子嗣。利奥波德一世力图为其子争取西班牙王位，以使哈布斯堡王朝的领土统一。但是，查理遇到了一个强劲的对手，法国国王路易十四的孙子安茹公爵腓力。在卡洛斯二世的遗嘱中以腓力为继承人，因此腓力于1700年即位为西班牙国王，称腓力五世。利奥波德在其它欧洲大国的支持下反对这一结果，发动了西班牙王位继承战争。支持腓力五世的国家有法国與巴伐利亞等國。1711年皇帝约瑟夫一世（利奥波德的长子）去世后，查理继承了奥地利和神圣罗马帝国的帝位，这使他对西班牙王冠的要求的合理性降低。在大同盟军于西班牙的比利亞維西奧薩戰役中惨败后，查理六世放弃争夺西班牙王位，于1713年签署乌得勒支条约结束了战争。
作為西班牙王位繼承戰爭的東線部分，由外西凡尼亞大公領導匈牙利人的拉科齊獨立戰爭（1703-1711年），也在1711年被歐根親王率領的奧地利軍平定。獨立戰爭失敗後，匈牙利北部與外西凡尼亞被撤銷許多自治權，外西凡尼亞也改由奧地利派任的總督管理。這樣中央集權的作法，雖然強化了奧地利哈布斯堡王朝的國力，卻引發了匈牙利貴族的不滿，促使他們在往後的時間裡繼續抗爭，要求匈牙利政府自我管理的權力（匈牙利的貴族議會擁有立法權、奧地利尊重匈牙利的政治傳統）。這些抗爭，一直到1740年查理六世的女兒瑪麗亞·特蕾西亞當上匈牙利女王時，才因為生死關頭的奧地利王位繼承戰爭，而讓匈牙利貴族的願望得到滿足。

## 奧地利巔峰

### 軍事勝利

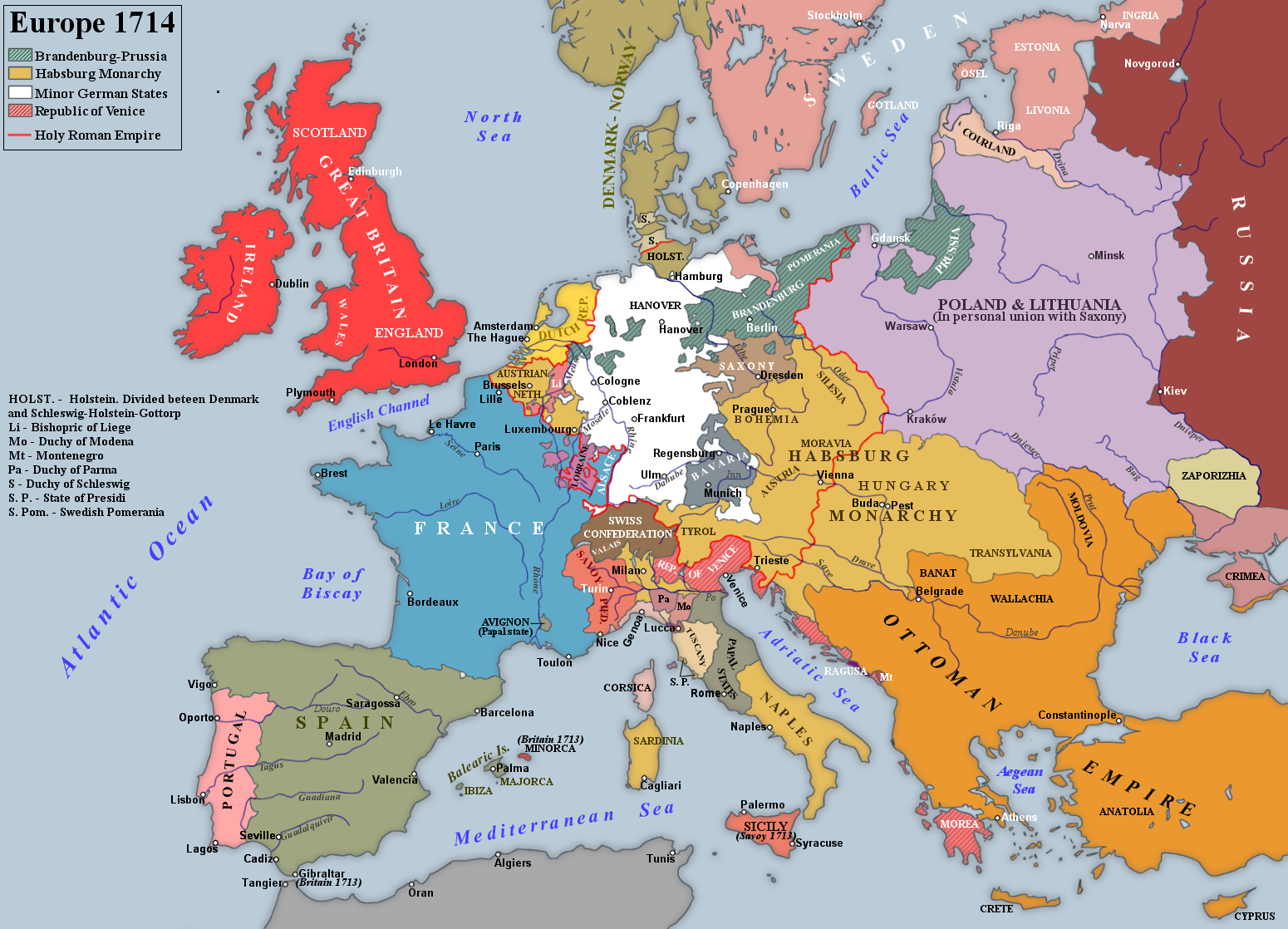
乌得勒支和约与拉什塔特和約签订后的欧洲版图。西班牙哈布斯堡之前的所有領地，如米蘭公國、拿坡里王國、薩丁、南尼德蘭，悉數被併入奧地利哈布斯堡王朝

1713年烏得勒支和約簽訂後的二十年間（1713-1733年），奧地利哈布斯堡王朝迎來了歷史上最強盛的顛峰期，此後奧地利再也沒有這樣的強盛國勢。因為這二十年中，西歐與東歐的主要強國剛打完死傷慘重、元氣大傷的大戰（西歐是西班牙王位繼承戰爭、東歐是大北方戰爭），因此出現的歐洲權力真空，就由中興的奧地利暫時填補。
1716年，查理六世与威尼斯共和國结盟反对奥斯曼帝国。在奥地利最杰出将领薩伏依旁支的歐根親王的领导下，奥地利军队取得了辉煌的胜利。1718年在与奥斯曼帝国签署的帕萨洛维茨条约中，查理六世获得了塞尔维亚和瓦拉几亚的部分领土。
1720年，查理六世藉由奧、法、荷、英的四国同盟战争，共同壓制敵對的西班牙；並威逼薩伏依的國王，強迫他用富庶的西西里島，和查理六世交換次等的薩丁尼亞島。得到西西里的奧地利王朝，處於人口與領土擴張的極限，但這樣的好運在十多年後就用完了。

### 國內建設
在國勢顛峰的二十年中（1713-1733年），查理六世模仿「太陽王」路易十四，用文化建設與藝術魅力來強化奧地利的絕對君主制。因為查理六世沒能在西班牙王位繼承戰爭中取得西班牙王位，所以他在1714年回到奧地利之後，模仿西班牙哈布斯堡王朝的宮廷文化與朝廷禮儀，穿著西班牙國王的禮服發號施令，並讓大臣也穿戴西班牙式的袍服。他同時大力贊助藝術，命令年輕的奧地利建築師費歇爾·馮·埃爾拉赫（Fischer von Erlach），負責1683年維也納之戰後的城市復建工程，把西班牙風格盡可能地融入建築中。代表性名作就是1720年於維也納興建的聖查理教堂。他鼓勵貴族與王族興建華美的花園與宮殿，因此出現歐根親王的美景宮，以及長女瑪麗婭·特蕾西婭對美泉宮的進階規劃與整修，試圖讓未來的美泉宮，超過太陽王奢華的凡爾賽宮。如此鋪張的雄偉奢華，既使巴洛克藝術在奧地利燦爛發展，也逐步損耗國庫財力。
皇帝本人是個愛樂者，能作詞譜曲、也喜歡彈唱，重視文教。他同時實施重商主義，1722年在南尼德蘭開設的奧德斯坦的貿易特許公司（專門和東印度地區貿易獲利，與英國、荷蘭商人發生激烈競爭），讓奧地利國庫收入節節升高，可惜1731年公司最後在英、荷壓力下被迫關閉。

## 晚年下滑
在查理六世晚年时（1733-1740年），因為東、西歐強國的元氣恢復，奥地利的国力又趋於下降。1733年，奥地利在波兰王位继承战争中戰敗。因為缺乏過去強大的盟友：英國與荷蘭支持（當時英國首相羅伯特·沃波爾力主和平政策，並拉攏荷蘭一同保持中立），奧地利面臨殘酷的失败。即使善戰的歐根親王領軍也無法阻擋法國與西班牙聯軍與外交攻勢（由法王路易十五的宰相弗勒里紅衣主教主導）。
查理六世因為在洛林等地戰敗，被迫在1738年的维也纳条约裡，将在西班牙王位继承战争中获得的西西里和那不勒斯交还西班牙国王卡洛斯三世，以换取帕尔马和皮亚琴察公国；奧地利也被迫承認法王岳父斯坦尼斯瓦夫一世取得洛林公國（換取查理的女婿弗朗茨·史蒂芬對托斯卡納大公國的統治權），默認法國重建其歐洲第一的霸權；但法國與西班牙答應在1713年國事詔書中簽字，表面上同意奧地利「王位」傳給查理的長女。
在1737年至1739年与奥斯曼帝国爆发的第二次战争中，查理六世雖然繼續和俄羅斯的聯盟以對抗奧斯曼，但因為戰神歐根親王在去年過世（1736年），奧地利軍遭到決定性的败北，失去他在上一次战争（1716-1718年的奧土戰爭）中所夺取的大部分领土（如貝爾格勒）。這場敗戰導致巨大的債務（國庫只剩十萬佛羅林）和普遍的不滿，剩下的十萬軍隊也飽受折磨，維也納對各地的統治開始出現搖搖欲墜的徵兆。根據布蘭登堡選侯腓特烈二世在他撰寫的《我這個時代的歷史》內容：「奧地利在1739年與土耳其簽訂和約之後，它的軍隊處於完全失調的狀態……（奧地利軍）既元氣大傷又士氣不振。」奧地利短期內的虛弱不振，大大誘發布蘭登堡選侯國等國對哈布斯堡領土的覬覦之心。

## 关于王位继承的国事诏书

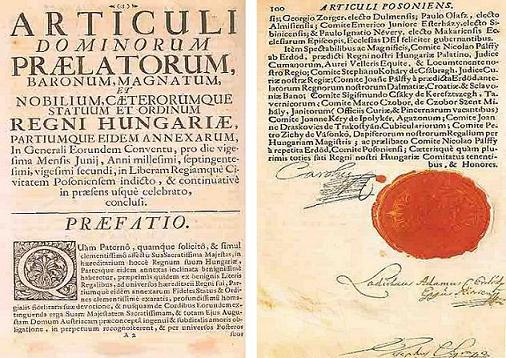
1713年查理六世頒布的《國事詔書》本文

早在1703年，神圣罗马帝国皇帝利奥波德一世为防止西班牙哈布斯堡王朝絕嗣的覆轍發生在自家人身上，就和他的两个儿子约瑟夫和查理，即未来的神圣罗马皇帝约瑟夫一世和查理六世订立了《相互继承协约》，规定：查理获得对西班牙的王位声索权，约瑟夫则继承除西班牙之外的哈布斯堡家族领地。两兄弟死后应由各自的合法男嗣继承，如果一方没有合法男嗣，则由另一方继承。如果两方都没有合法男嗣，则两人的合法女嗣也获得继承资格，但哥哥约瑟夫的女儿比弟弟查理的女儿有优先继承权。换句话说，如果两兄弟都没有合法男嗣，则哥哥约瑟夫的的女儿将继承哈布斯堡家族的所有领地。然而，西班牙王位继承战争的结果是奧地利被迫承认了波旁王朝对西班牙的统治。
1705年利奥波德一世去世后，哥哥约瑟夫继位为约瑟夫一世；1711年约瑟夫一世去世后没有男嗣，弟弟查理根据《相互继承协约》继位为查理六世。其次，由于查理六世也没有男嗣，这意味着约瑟夫一世的两个女儿只要能活得比他久，就将在他死后继承哈布斯堡家族的世袭领地。为了能把手中的权力传给自己的女儿而不是侄女，查理六世于1713年4月19日颁布1713年国事诏书，撕毁十年前订立的《相互继承协约》，将优先继承权从他两个侄女转到自己女儿手中。颇具讽刺意味的是，1708年8月结婚的查理六世在1713年时还没有当父亲，既没有儿子也没有女儿，他的第一个孩子要到三年后才诞生。从1713年到其去世的1740年，查理六世都在为《国事诏书》得到欧洲各列强承认而奔走游说，為了獲得列強批准其女玛丽亚·特蕾西亚繼承奧地利及哈布斯堡君主國，奧地利犧牲許多重要的利益，譬如1722年查理在南尼德蘭開設的貿易特許公司（從奧斯坦德出發，專門和東印度地區貿易獲利，與英國、荷蘭商人發生激烈競爭），本來讓奧地利國庫進帳許多，是重商主義政策的成功代表，但是查理為了讓英荷兩國同意國事詔書並支援玛丽亚·特蕾西亚，硬是在1731年取消奧斯坦德公司的特許狀，使其倒閉。
各列强获得好处后表面上都表示承认《国事诏书》，只有萨克森和巴伐利亚拒绝承认，原因是萨克森选帝候和巴伐利亚选帝候分别娶了查理六世的两个侄女。1740年查理六世死后，各列强纷纷变脸，转而拒绝承认《国事诏书》并出兵干涉，爆发了奥地利王位继承战争（1740-48年）。1742年1月，德意志各诸侯一致选举约瑟夫一世二女儿玛利亚·阿玛莉亚的丈夫、巴伐利亚选帝候查理·阿尔伯特为神圣罗马帝国皇帝查理七世。查理七世能当选皇帝主要是普鲁士、巴伐利亚、萨克森（1743年改与奥地利结盟）三大德意志诸侯以及波旁王朝的法国和西班牙等国，以反对查理六世撕毁1703年订立的《相互继承协约》为借口打击哈布斯堡家族的政治产物，以至于他当选皇帝的同时奥军正猛攻巴伐利亚，且首都慕尼黑在他加冕为皇帝的次日陷落。